# Narcissus bugei
Narcissus bugei es una especie de planta bulbosa perteneciente a la familia de las amarilidáceas que es endémica de España.  Su hábitat natural son las praderas templadas y las tierras irrigadas. Está considerada en peligro de extinción por la pérdida de hábitat.

## Distribución y hábitat
Esta especie es endémica de Andalucía. Se sabe de tres subpoblaciones en la Comarca Subbética y de una subpoblación en la Sierra de las Nieves (Málaga).
Esta geófita crece en suelos calcáreos. Se encuentra en pequeños bosques aclarados que forman parte de las praderas asociadas a cursos de agua y tierra de regadío. La especie se observa en las zonas donde predomina el estrato herbáceo con algunos árboles dispersos sobre un sustrato rocoso.

## Taxonomía
Narcissus bugei fue descrita por (Fern.Casas) Fern.Casas y publicado en Lagascalia 14: 176, en el año 1986.
Etimología
Narcissus nombre genérico que hace referencia  del joven narcisista de la mitología griega Νάρκισσος (Narkissos) hijo del dios río Cephissus y de la ninfa Leiriope; que se distinguía por su belleza. 
El nombre deriva de la palabra griega: ναρκὰο, narkào (= narcótico) y se refiere al olor penetrante y embriagante de las flores de algunas especies (algunos sostienen que la palabra deriva de la palabra persa نرگس y que se pronuncia Nargis, que indica que esta planta es embriagadora). 
bugei: epíteto
Sinonimia
- Narcissus hispanicus var. bujei (Fern.Casas) Fern.Casas
- Narcissus hispanicus subsp. bujei (Fern.Casas) Fern.Casas
- Narcissus longispathus var. bujei Fern.Casas[3]